# Jeriše
Jeriše (nemško Jerischach) je naselje v Občini Žitara vas v Okraju Velikovec na Koroškem v Avstriji.